# Oberjägermeister
Oberjägermeister, auch Obristjägermeister oder Landjägermeister war ein Hofamt im Mittelalter und der Frühen Neuzeit, das für die Aufsicht über das Jagdwesen und die daran Beteiligten verantwortlich war. In den österreichischen Erblanden war der Obrist-Erbland-Jägermeister ein Erbamt der Familie von Lamberg.

## Hannover
Im Kurfürstentum und später Königreich Hannover wurde das Amt des Oberjägermeisters ein Hofdepartement. Das Ressort beinhaltete insbesondere die Oberaufsicht über die königlichen Jagdreviere und Jagdschlösser. So leitete der Oberjägermeister alle Jagden des Königs und dessen Familienangehöriger. Er hatte die Oberaufsicht über die Pflege der Jagdreviere und aller dazu zählenden Einrichtungen wie auch aller damit verbundenen Personalangelegenheiten. So sorgte er beispielsweise regelmäßig für einen hohen Tierbestand vor allem durch das Eintreiben von Wild und dessen Zufütterung, um eine weitgehend „lukrative Jagd“ zu ermöglichen.
Die Aufgabenbereiche im Forstwesen hoben sich jedoch von denen anderer Jägermeister ab.
Zu den Aufgabenbereichen des hannoverschen Oberjägermeisters zählte die Aufsicht über das Jagdzeughaus in Linden wie auch im Tiergarten bei Kirchrode, über die Jagdreviere in der Göhrde und die Jagdschlösser in Rotenkirchen und das Jagdschloss im Saupark bei Springe. Auch die in der Regel bei den Jagdschlössern gelegenen Dienstwohnungen in den für die Jagdbediensteten gelegenen Nebengebäude unterlagen der Aufsicht des Oberjägermeisters.
Die Disziplinargewalt des hannoverschen Oberjägermeisters war ähnlich der des Oberkammerherrn und beim Oberstallmeister geregelt.